# Tamaki Daido
Tamaki Daido (大道 珠貴, Daidō Tamaki) (Fukuoka, 10 de abril de 1996)  é uma escritora japonesa. Ganhou o Prêmio Akutagawa com a obra Shoppai Doraibu, o Prêmio Literário do Festival de Artes de Kyushu com Hadaka e o Prêmio Literário Bunkamura Deux Magots com Kizuguchi ni wa uokka. 

## Infância e educação
Daido nasceu em 10 de abril de 1996 em Fukuoka no Japão e se formou na Fukuoka Central High School. Seu pai trabalhava para as Forças de Autodefesa do Japão. Ela trabalhou como roteirista de rádio por vários anos antes de se concentrar em escrever romances.

## Carreira
Em 2000, sua primeira história publicada, Hadaka (裸) ganhou o Prêmio Literário do Festival de Artes de Kyushu e foi indicada para o Prêmio Akutagawa, mas não ganhou. Dois anos depois, após mais três indicações ao Prêmio Akutagawa, Daido ganhou o 128º Prêmio Akutagawa por Shoppai doraibu (しょっぱいドライブ), um romance sobre um relacionamento entre uma mulher mais jovem e um homem mais velho. Em 2005, Taeko Tomioka escolheu Daido como o vencedora do Prêmio Literário Bunkamura Deux Magots por Kizuguchi ni wa uokka (傷口にはウオッカ). Uma tradução para o inglês de seu conto "Milk" foi publicada na antologia de 2006 "Inside" e em Other Short Fiction. Desde 2011, Daido tem contribuído com uma coluna regular para o Asahi Shimbun.

## Vida pessoal
Daido nunca se casou e afirmou que o casamento, assim como os filhos e o marido restringiriam sua liberdade de viver sua própria vida.

## Prêmios
- Prêmio Literário do 30º Festival de Artes de Kyushu (2000)[11]
- 128º Prêmio Akutagawa (2002下)[12]
- Prêmio Literário Bunkamura Deux Magots (2005)[13]

## Obras
- Somuko ko (背く子), Kodansha, 2001,ISBN 9784062102957
- Hadaka (裸), Bungeishunjū, 2002,ISBN 9784163213408
- Shoppai doraibu (しょっぱいドライブ, Shoppai Drive), Bungeishunjū, 2003,ISBN 9784163217604
- Gin no sara ni kin no ringo o (銀の皿に金の林檎を), Futabasha, 2003,ISBN 9784575234664
- Hisashiburi ni sayonara (ひさしぶりにさようなら) , Kodansha, 2003,ISBN 9784062119269
- Miruku (ミルク, Milk), Chuokoron-Shinsha, 2004,ISBN 9784120035685
- Suteki (素敵), Kobunsha, 2004,ISBN 9784334924485
- Kizuguchi ni wa uokka (傷口にはウオッカ), Kodansha, 2005,ISBN 9784062127387
- Tama tama-- (たまたま--), Asahi Shimbunsha, 2005,ISBN 9784022500212
- Ushiromuki de arukō (後ろ向きで步こう) , Bungeishunjū, 2005,ISBN 9784163241807
- Hana to umi (ハナとウミ), Futabasha, 2005,ISBN 9784575235357
- Kesaran pasaran (ケセランパサラン) , Shōgakukan, 2006,ISBN 9784093861700
- Chō ka ga ka (蝶か蛾か), Bungeishunjū, 2006,ISBN 9784163256009
- Oni ga kita (オニが来た), Kobunsha, 2007,ISBN 9784334925352
- Shokkingu pinku (ショッキングピンク, Shocking Pink), Kodansha, 2007,ISBN 9784062142427
- Rippa ni narimashitaka (立派になりましたか?), Futabasha, 2008,ISBN 9784575236019
- Kireigoto (きれいごと), Bungeishunjū, 2011,ISBN 9784163810508
- Bonnō no ko (煩悩の子), Futabasha, 2015,ISBN 9784575238990